# Elina Elschadowna Gassanowa
Elina Elschadowna Gassanowa (aserbaidschanisch Elina Elşad qızı Həsənova; russisch Элина Эльшадовна Гасанова; englische Schreibweise Elina Gasanova; * 21. Juli 1989) ist eine ehemalige aserbaidschanisch-russische Tennisspielerin.

## Karriere
Gassanowa spielte vor allem bei Turnieren der ITF Women’s World Tennis Tour, wo sie sechs Titel im Doppel gewinnen konnte.
2006 spielte sie in fünf Begegnungen für die aserbaidschanische Billie-Jean-King-Cup-Mannschaft, wo sie von sechs Matches, davon fünf Einzel und ein Doppel, zwei Einzel gewinnen konnte.

## Turniersiege

### Doppel
| Nr. | Datum         | Turnier    | Kategorie   | Belag     | Partnerin           | Finalgegnerinnen                          | Ergebnis  |
| --- | ------------- | ---------- | ----------- | --------- | ------------------- | ----------------------------------------- | --------- |
| 1.  | 8. Juli 2006  | Schukowski | ITF $10.000 | Sand      | Wassilissa Dawydowa | Jewgenija Paschkowa Elizaveta Titova      | 6:3, 6:4  |
| 2.  | 24. März 2007 | Kairo      | ITF $10.000 | Sand      | Galina Fokina       | Anna Floris Valentina Sulpizio            | 7:5, 6:1  |
| 3.  | 14. Juni 2008 | Gurgaon    | ITF $10.000 | Hartplatz | Isha Lakhani        | Ankita Bhambri Sanaa Bhambri              | 6:3, 6:4  |
| 4.  | 5. Juni 2010  | Cantanhede | ITF $10.000 | Teppich   | Julija Parassjuk    | Daria Kirpicheva Carolina Prats-Millan    | 7:60, 6:1 |
| 5.  | 3. Juli 2010  | Melilla    | ITF $10.000 | Hartplatz | Gally De Wael       | Yvonne Cavalle-Reimers Margarita Lasarewa | 6:0, 6:0  |
| 6.  | 10. Juli 2010 | Brüssel    | ITF $10.000 | Sand      | Wassilissa Dawydowa | Marcella Koek Josanne Van Bennekom        | 7:5, 6:2  |